# B68 Toftir
El B68 Toftir es un equipo de fútbol de Toftir, Islas Feroe, que juega en la 1. deild, la segunda liga de fútbol más importante del país.

## Historia
Fue fundado en el año 1962 en el poblado de Toftir, en Effodeildin. Logró el ascenso a la Primera División por primera vez en el año 1980. Ha sido campeón de la máxima categoría en 3 ocasiones y finalista del torneo de Copa en 1 ocasión.
A nivel internacional ha participado en 5 torneos continentales, donde nunca ha superado la Primera Ronda.

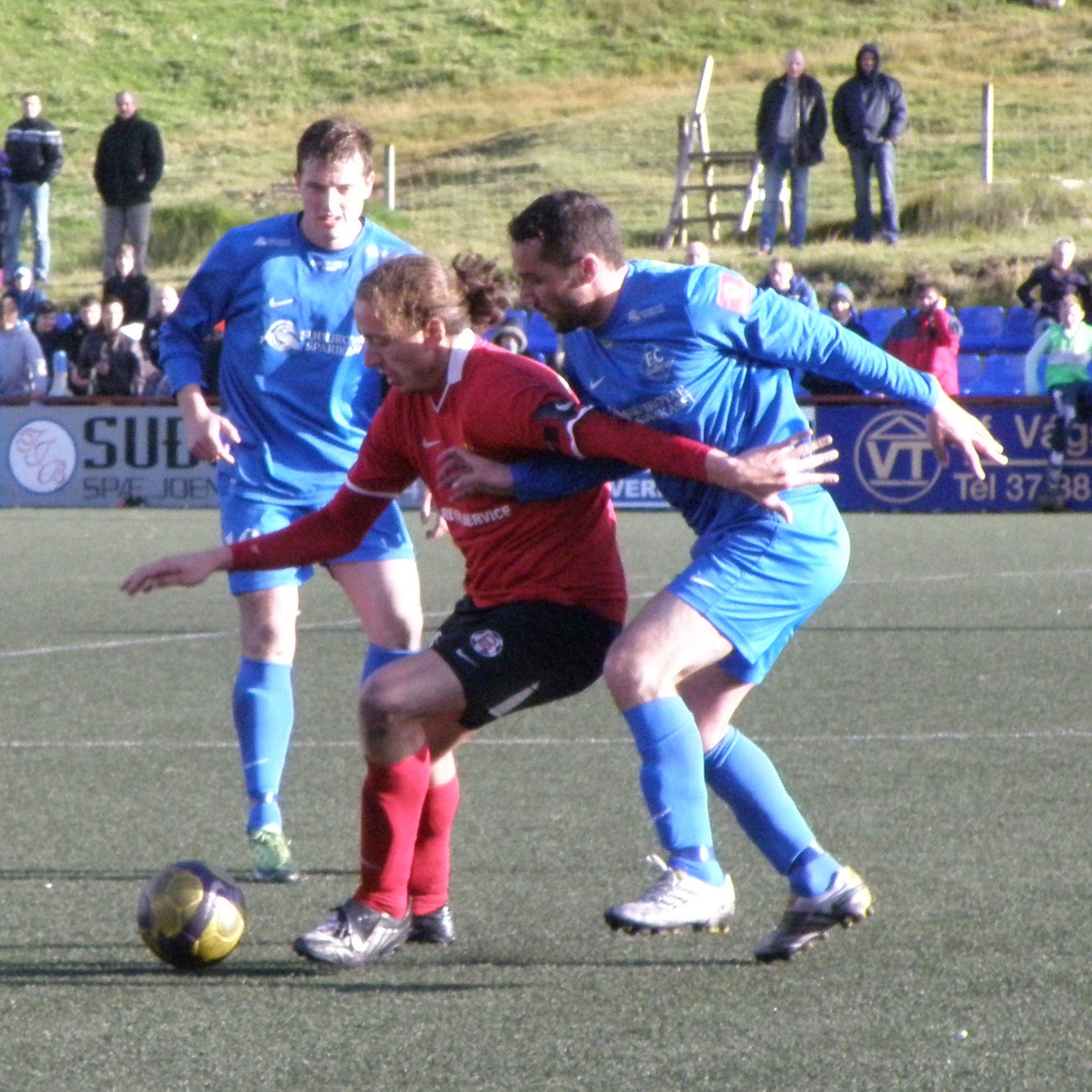
Jóhan Dávur Højgaard (de rojo) del B68 Toftir en un partido de la Vodafonedeildin en el 2010 contra el FC Suðuroy.

## Palmarés
- Primera División de las Islas Feroe: 3

1984, 1985, 1992
- 1. deild: 4
  - 1980, 2005, 2007, 2013

- FSF Trophy: 1
  - 2005

- Copa de Islas Feroe: 0
  - Finalista: 2

1995, 2023

### B68 II
- 2. deild: 4
  - 1992, 1995, 2007, 2022

### B68 III
- 3. deild: 2
  - 1998, 2001

### Juveniles
- Old Boys - Meistarar: 4
  - 2014, 2015, 2016, 2017[2]

- Primera División De Las Islas Feroe Sub-11:
  - 2006[3]

## Participación en competiciones de la UEFA
- Liga de Campeones de la UEFA: 1 aparición

1994 - Primera Ronda
- Copa UEFA: 1 aparición

2005 - Primera Ronda Clasificatoria
- Copa Intertoto: 3 apariciones

1997 - Primera Ronda
2002 - Primera Ronda
2003 - Primera Ronda

### Resultados
| Temporada | Torneo                | Ronda                           | Club             | Resultado |
| --------- | --------------------- | ------------------------------- | ---------------- | --------- |
| 1993/94   | UEFA Champions League | Primera Ronda                   | Croatia Zagreb   | 0-5, 0-6  |
| 1997      | Copa Intertoto        | Fase de grupos (Último Grupo 5) | Linzer ASK       | 0-4       |
| 1997      | Copa Intertoto        | Fase de grupos (Último Grupo 5) | Apollon Limassol | 1-4       |
| 1997      | Copa Intertoto        | Fase de grupos (Último Grupo 5) | Werder Bremen    | 0-2       |
| 1997      | Copa Intertoto        | Fase de grupos (Último Grupo 5) | Djurgården       | 1-5       |
| 2002      | Copa Intertoto        | Primera Ronda                   | Sporting Lokeren | 2-4, 0-0  |
| 2003      | Copa Intertoto        | Primera Ronda                   | St. Gallen       | 1-5, 0-6  |
| 2004/05   | Copa UEFA             | Primera Ronda Clasificatoria    | FK Ventspils     | 0-3, 0-8  |

## Gerentes
- Betuel Hansen (1962-?)
- Johan Hammer
- Dánjal Eli Højgaard
- Johan Hammer
- Marius Danielsen
- Jóannes á Líðarenda
- Janus Jensen (1978-79)
- Haldur Gaardbo (1979-82)
- Niclas Davidsen (1982-2007)
- Jógvan Højgaard (2007- )

## Jugadores destacados
- Fróði Benjaminsen
- Debes Danielsen
- Jóhan Símun Edmundsson
- Øssur Hansen
- Pól Jóhannus Justinussen
- Poul N. Poulsen
- Vlada Filipović
- / Nenad Stanković
- Tórður Thomsen
- Stig-Roar Søbstad
- Ameth Keita
- Ibrahim Camara

## Entrenadores Desde 1978
| - Baldvin Baldvinsson (1978–79) - Bent Løfquist (1980–81) - Sólbjørn Mortensen (1981–82) - Valter Jensen (1983) - John Kramer (1984–86) - Svend Aage Strandholm (1987) - John Kramer (1988–89) - Kenneth Rosén (enero de 1990–junio de 1990) - Finnur Helmsdal (julio de 1990–diciembre de 1990) - Jan Kaczynski (1991) - Jógvan Nordbúð (1992–93) - Petur Mohr (1994–95) - Christian Tranbjerg (enero de 1996–julio de 1996) - Jógvan Martin Olsen (agosto de 1996–diciembre de 1996) - Mihajlo Djuran (1997) | - Petur Simonsen (1998) - Bjørn Christensen (1999) - Jóannes Jakobsen (2000–01) - Frank Skytte (enero de 2002–septiembre de 2002) - Ingolf Petersen (septiembre de 2002–diciembre de 2002) - Petur Mohr (2003–04) - Trygvi Mortensen (2004) - Julian S. Johnsson (2005) - Jóannes Jakobsen (enero de 2006–julio de 2006) - Julian S. Johnsson (julio de 2006) - Bill McLeod Jacobsen (agosto de 2006–diciembre de 2006) - Rúni Nolsøe (2007) - Bill McLeod Jacobsen (2008–2011) - Pauli Poulsen (2012–) |